# Cand.techn.soc.
Cand.tech.soc (candidatus/candidata technices socialium) (Master of Science in Technological and Socio-Economic Planning) er en universitetsuddannelse, der kan gennemføres på den Teknologisk-samfundsvidenskabelig planlægningsuddannelse på Roskilde Universitet (RUC).
- Uddannelsesretningens navn: Teknologisk-samfundsvidenskabelig planlægningsuddannelse (Tek-Sam)
- Uddannelsestyper: Bachelor- og kandidatuddannelse
- Uddannelsernes varighed: Bachelor: 3 år. Kandidat: 2 år. Sammenlagt 5 år

Kandidatuddannelsen kan gennemføres som étfags-uddannelse, dvs. en kandidatuddannelse, der afsluttes med et større videnskabeligt arbejde, et speciale. Etfagskandidatuddannelsen giver titlen cand.tech.soc. 
Uddannelsen kan også gennemføres som en kombinationsuddannelse, hvor Tek-Sam kombineres med et andet fag. I dette tilfælde vil uddannelsens titel afhænge af den enkelte studerendes individuelle uddannelsesforløb.
Under Tek-Sam-uddannelsen lærer den studerende gennem kurser, seminarer og selvvalgte emner at forstå, hvordan miljøproblemer opstår, og hvordan man kan løse dem ved hjælp af planlægningsmæssige redskaber. Den studerende arbejder under sit studium med emner og metoder, der er hentet fra og relaterer sig til såvel natur- og samfundsvidenskab. Under studiet arbejder den studerende med emner, der relaterer sig til miljøet og problemer i forbindelse med miljøet. Og den studerende lærer at analysere, hvordan problemerne kan påvirkes gennem planlægning og lovgivning.
Teknologisk-samfundsvidenskabelig planlægning (Tek-Sam) handler om miljø, samfundsforhold og planlægning. Studiet er tværfagligt og kombinerer viden fra det naturvidenskabelige, teknologiske og samfundsvidenskabelige område. Den studerende arbejder bl.a. med emner som teknologi og produktion, naturbegrebet, risikobegrebet, demokrati, økologi og bæredygtighed, som handler om, hvordan man kan fremstille varer uden at det går ud over miljø og samfund.
Uddannelsen giver mulighed for særlige specialiseringer:
- Øko-Tek-specialisering,
- DUCED-specialisering,
- Arbejdslivsspecialisering,

Den officielle betegnelse er cand.tech.soc. og der forefindes mere om uddannelsen her: http://www.ruc.dk/teksam/